# شارانی (گورنگی میلانوواتس)
شارانی (به صربی: Šarani) یک منطقهٔ مسکونی در صربستان است که در ناحیه موراویتسا واقع شده‌است. شارانی ۲۷٫۰۴ کیلومتر مربع مساحت و ۲۴۱ نفر جمعیت دارد و ۳۹۶ متر بالاتر از سطح دریا واقع شده‌است.